# Miek Engelenburg
Anna Maria Dorothea Emily (Miek)  Engelenburg (Breda, 7 februari 1908 – Amsterdam, 1 april 2008) was een Nederlands pianiste.
Ze kreeg haar muziekopleiding van Henri van Nieuwenhoven (eerste pianolessen), Evert Cornelis, Willem Petri (harmonieleer en contrapunt) en Anton van der Horst. Daarna vertrok zij naar Parijs om er les te nemen bij Robert Casadesus. Vervolgens begon een zegetocht langs de concertzalen van Nederland, waarbij ze onder de (top-)dirigenten als Eduard van Beinum, Eduard Flipse, Henri Hermans, Hein Jordans, Paul van Kempen, Kor Kuiler, Ignace Neumark, Willem van Otterloo, Jan Out, Albert van Raalte, Carl Schuricht, Frits Schuurman, Jaap Spaanderman en Henk Spruit speelde. Daarbij schuwde ze zeker geen nieuw repertoire zoals het Pianoconcert van Benjamin Britten. Zo haalde ze in 1950 de kranten toen ze met Jaap Drielsma en het Maastrichts Stedelijk Orkest onder leiding van André Rieu sr. een uitvoering gaf van het Concert voor twee piano's en slagwerk van Béla Bartók. In 1947 had ze al de première gegeven van Leo Smits Divertimento voor piano vierhandig. In aanvulling op de concerten, gaf ze recitals in binnen- en buitenland en was ze ook op de radio te horen.
Ze trad vier keer op met het Concertgebouworkest.
Ze was dochter van Cornelis Marie Engelenburg en Josemina Johanna Wilod-Versprille. Ze was enige tijd (tussen circa 1931 en 1951) getrouwd met Evert Cornelis, de zoon van dirigent Evert Cornelis en betrokken was hij het Residentieorkest. Hun dochter Solita/Soledad Cornelis (30 oktober 1949 - 17 januari 2016) werd na leerlinge te zijn geweest van Aurèle Nicolet fluitist, voornamelijk in Duitsland en Frankrijk. In dat laatste land was ze op televisie te zien met het werk Syrinx voor fluit solo van Claude Debussy. In Duitsland was ze solofluitiste in het Deutsche Radio Philharmonie Saarbrücken Kaiserslautern.